# Trsatborgen
Trsatborgen (kroatiska: Gradina Trsat, Trsatska gradina eller Trsatski kaštel, italienska: Castello di Tersatto) är en  borg i Rijeka i Kroatien. Den kulturmärkta borgens äldsta delar är från medeltiden och den är belägen på Trsat-höjden nordöst om Gamla stan och Rijekas stadskärna. Borgen är en av Rijekas turistattraktioner och används även vid olika kulturella evenemang.

## Historik
Trsatborgen är belägen på en höjd 138 m ö.h. i stadsdelen Trsat och tros vara uppförd på platsen för en äldre befästning och utsiktspost som först anlades av den illyriska folkstammen liburnerna och sedan övertogs av romarna. Romarna kallade fästningen för Tarsatica och dess idealiska läge på en höjd gav dem god översikt och kontroll över floden Rječina och de antika vägarna från Aquileia till Pannonien och Senia. 
Den nuvarande Trsatborgen uppfördes på initiativ av Frankopan-ätten och dess äldsta delar är från medeltiden. Borgen var i Frankopan-ättens ägo åren 1225–1670 och omnämns för första gången år 1288 som församlingscentrum. Troligtvis uppfördes den för att skydda Frankopan-ättens ägor i Vinodol. Den övergick senare i det ungerska handelskompaniets ägo.
År 1826 köptes borgen av Bakars kommun. Den var då i dåligt skick efter många års förfall och såldes snart till den österrikiske fältmarskalken Laval Nugent von Westmeath som lät göra om den till ett ståndaktigt residens som fylldes med möbler och konst. Inspirerad av nygotiken lät Nugent von Westmeath utföra omfattande renoveringsarbeten som leddes av den venetianske byggherren Giacomo Paranuzzi. Borgens galleri fylldes med verk av de gamla italienska mästarna, däribland Tizian, Tintoretto och Andrea Schiavone. När Nugent von Westmeath dog den 22 augusti 1862 fördes hans kropp till det mausoleum som uppförts som en del av borgen. Hans änka sålde senare merparten av parets konst. Borgen förblev i släktens ägo fram till andra världskrigets slut och den sista privata ägaren grevinnan Eleonora Marie Emma Nugents (1867–1945) död.
|  |
|  |

|  |
|  |

|  |
|  |

|  |
|  |

## Arkitektur
Nugent von Westmeaths mausoleum "Mir junaka" (Hjältens frid) är uppfört som ett doriskt tempel. Vid mausoleet finns två bronsfigurer föreställande drakar. Dessa tillverkades av den tysk-österrikiske skulptören Anton Dominik von Fernkorn och placerades år 1864 vid ingången till mausoleet.